# Zinfos974

Ancien logo de Zinfos974.

Zinfos974 est un site web d'actualité basé à Saint-Denis, sur l'île de La Réunion et spécialisé dans l'information locale et internationale, concernant avant tout l'océan Indien. Ce pure player gratuit est fondé le 1er septembre 2008,. Son directeur de rédaction est Pierre Dupuy (familièrement appelé Pierrot Dupuy). Il est ancien rédacteur en chef des radios RFM et Festival. Il est exploité par la Sarl éponyme. 
Le média héberge des articles rédigés par ses propres journalistes et des articles proposés par des internautes via son “courrier des lecteurs”. Des articles éditoriaux y sont postés à l’initiative de son directeur de la publication Pierrot Dupuy ou d’autres intervenants réguliers comme Jules Bénard y tiennent une chronique.

## Structure
Zinfos974 et sa SARL sont basées au 3 rue Émile Hugot Immeuble Rigolet à Sainte-Clotilde sur l’île de La Réunion. L’entreprise est enregistrée au Registre du Commerce et des Sociétés - RCS sous le numéro B 504 715 376 du tribunal de Saint-Denis de La Réunion au capital social de 301 200,00€. Son gérant est Pierre Dupuy.

## Statut
Zinfos974 est inscrit à la commission paritaire des publications et des agences de presse (CPPAP) comme service de presse en ligne d’information politique et générale[citation nécessaire]. Le journal pure-player est également membre de l’Alliance pour les chiffres de la presse et des médias (ACPM)[citation nécessaire].